# Clavipanurgus gusenleitneri
Clavipanurgus gusenleitneri là một loài Hymenoptera trong họ Andrenidae. Loài này được Patiny mô tả khoa học năm 2004.